# Снег среди лета
«Снег среди лета» — советский фильм 1967 года снятый на киностудии «Казахфильм» режиссёром Георгием Овчаренко по сценарию Калихана Искакова.

## Сюжет
В родной алтайский совхоз, где живут казахи и русские кержаки, к с сестре Хатше в отпуск приезжает Бек Карамсаков, военный лётчик-испытатель. Его приезд не радует местного шофера Фёдора — его сводная сестра Анфиса и Бек полюбили друг друга, но Фёдор тоже влюблён в Анфису… Одновременно Бек вовлекается в перевод совхоза с традиционного коневодства на разведение оленей ради их рогов, что должно принести огромный доход, а скоро через эти места должна пройти трасса. Такое переустройство полностью изменит сложившиеся быт и отношения жителей.

в своем первом сценарии (фильм «Снег среди лета») молодой сценарист К. Искаков поставил проблемы взаимоотношения цивилизации и природы, различных подходов к ней.— журнал «Простор», 1976

## В ролях
- Куатбай Абдреимов — Бек Карасмаков
- Татьяна Бестаева — Анфиса
- Роман Громадский — Фёдор
- Нукетай Мышбаева — Хатша
- Евгений Диордиев — Афанасий
- Е. Косыбаев — Нурлан
- Б. Ауелбеков — Айдар

Фильм дублирован на русский язык на киностудии «Ленфильм», режиссёр дубляжа В. Скворцов.

## О фильме
Встречаются утверждения, что это забытый фильм, так в 2013 году Роман Громадский говорил, что «картину эту никто никогда не видел», однако, это не так — по данным киноведа Сергея Кудрявцева фильм был выпущен в прокат на всесоюзный экран в 1971 году и был довольно успешен для фильма киностудии «Казахфильм» — при тираже в 228 копий его посмотрели 2,6 млн зрителей.